# Уэллс, Керри Энн
Керри Энн Уэллс (англ. Kerry Anne Wells; род. 25 сентября 1951, Перт) — австралийская модель, фотомодель, модельер

, писательница, комментатор, телеведущая новостей и королева красоты; победительница международного конкурса красоты «Мисс Вселенная 1972 года».

## Биография
Керри Энн Уэллс родилась 25 сентября 1951 года в австралийском городе Перт на берегу Индийского океана. 
Интерес к конкурсам красоты появился у девушки с юных лет. До участия в конкурсах она представляла  прогноз погоды. В 1972 году состоялся её первый триумф на национальном конкурсе красоты «Мисс Вселенная Австралия», что открыло ей дорогу на международный конкурс «Мисс Вселенная».
Конкурс 1972 года стал первым, который проходил за пределами континентальной части Соединённых Штатов Америки. Местом его проведения был выбран «Cerromar Beach Hotel» в городе Дорадо на острове Пуэрто-Рико в Карибском море; вёл шоу Боб Баркер. За победу соревновалось 61 претендентка, но Керри Энн Уэллс сумела обойти их всех и завоевать корону королевы красоты. 
К. Э. Уэллс не была коронована её предшественницей Георгиной Риск, потому что последняя не могла поехать в Пуэрто-Рико из-за правительственных ограничений и опасений террористических атак после того, как группа японцев, нанятых арабскими террористами, атаковала международный аэропорт в Тель-Авиве и убила двадцать два пуэрториканских туриста (подробнее об этих событиях можно прочесть на странице Риск, Георгина). По этой причине Уэллс была коронована «Мисс Вселенной 1970 года» и местной уроженкой Марисоль Маларет Контрерас. Кульминационный момент награждения не был показан по телевидению из-за забастовки среди электриков, принимавших участие в конкурсе; экран погас, когда было объявлено имя новой «Мисс Вселенная» и далее телезрители видели только логотип конкурса.
После передачи короны своей преемнице Рине Мессингер-Мор из Израиля, Керри Энн Уэллс продолжила работать ведущей новостей.
Победа Уэллс на «Мисс Вселенная» пришлась на год, когда австралийские женщины также выиграли корону «Мисс Мира», титул «Мисс Азиатско-Тихоокеанский регион» и заняли второе место в «Мисс Интернешнл». Этот рекорд был побит Индией в 2000 году, когда 4 королевы красоты, Лара Датта, Приянка Чопра, Диа Мирза и Адити Говитрикар, выиграли титулы «Мисс Вселенная», «Мисс Мира», «Мисс Азиатско-Тихоокеанский регион» и «Миссис Мира» соответственно.
В 2010-е год Керри Энн Уэллс являлась весьма успешным модельером, писателем и комментатором, которая высказывалась о положительном реалистичном образе тела и самооценке. Она приняла участие в «BodyThink» — программе здорового образа жизни, разработанной специально для австралийских школ.